# Gisement (navigation)
Pour les articles homonymes, voir Gisement.

Schéma Gisement combiné à Nv/Nm/Nc

En navigation, le gisement  est l'angle formé entre l'axe longitudinal (ou ligne de foi) d'un navire ou d'un aéronef, et la direction d'un point extérieur (fixe ou mobile). Il s'agit donc d'une direction relative (puisque relative au navire), indépendante de la vitesse ou du cap du navire.
Elle est surtout utile pour indiquer ou repérer le "progrès" d'un obstacle ou d'un amer (afin d'avoir par exemple une idée de l'influence de la dérive ou du courant), d'une cible ou d'un autre mobile (en particulier pour la détermination de l'existence d'un risque de collision avec un autre navire). Lors des quarts à la mer, le matelot de veille exprime le gisement en quart de la façon suivante : Feu à 2 quarts bâbord  lorsqu'il observe un feu sur l'horizon du côté bâbord à approximativement 20° en gisement.
Le gisement peut être estimé à l'œil (quand une mesure approximative suffit) ou mesuré avec une simple alidade ou un taximètre. 
Le gisement est mesuré en degrés de 0 à 360°, depuis l'avant, dans le sens horaire  (le gisement 90° est le travers tribord, 180° indique donc l'arrière et 270° le travers bâbord).
Il a été exprimé dans le passé entre -180° et 180°, le sens positif à droite (vers tribord), négatif à gauche (vers bâbord). Les gisements bâbord (négatifs) ne sont plus utilisés de nos jours dans l'enseignement. 
En aviation, il peut aussi être exprimé en «heures» ; «3 heures» indique ainsi le gisement 90°, et « 9 heures », le gisement 270° ou -90°.
Un relèvement vrai (ou la route à suivre pour aller vers un objet observé) s'exprime toujours en azimut (Zv) (mesure par rapport au nord géographique). Ainsi :
Zv = Cv + Gt à 360° près (modulo 360°)
Cv étant le cap vrai et Gt, le gisement
donc en toutes lettres Relèvement vrai = cap vrai + gisement
Deux mobiles ont une route de collision lorsqu'ils évoluent à gisement (ou relèvement) constant dans un même plan.